# Psychoda adumbrata
Psychoda adumbrata és una espècie d'insecte dípter pertanyent a la família dels psicòdids.

## Descripció
- Les antenes presenten 15 segments.
- La placa subgenital de la femella té forma de "V".
- Les ales tenen 4 franges de color marró.[5]

## Distribució geogràfica
Es troba a la Micronèsia (les illes Carolines i Mariannes), la Polinèsia (Samoa), Indonèsia (Papua Occidental) i Papua Nova Guinea.